# Air São Tomé e Príncipe
Air São Tomé e Principe was een luchtvaartmaatschappij uit Sao Tomé en Principe met haar thuisbasis in Sao Tomé.

## Geschiedenis
Air São Tomé e Principe werd opgericht in 1993 als opvolger van Equatorial International Airlines. De maatschappij was voor 40% eigendom van TAP Air Portugal, voor 35% van de overheid van Sao Tomé en Principe en voor 1% van Mistral Voyages. Op 23 mei 2006 stortte het enige vliegtuig van de maatschappij, een de Havilland Canada DHC-6 Twin Otter neer. Hierbij kwamen vier mensen om het leven.

## Diensten
Air São Tomé e Principe voerde lijnvluchten uit naar:
BinnenlandPrincipe, Sao Tomé
BuitenlandLibreville, Gabon

## Vloot
De vloot van Air São Tomé e Principe bestond tot mei 2006 uit:
- 1 De Havilland Canada DHC-6 Twin Otter 300